# Leptotettix bolivari
Leptotettix bolivari är en insektsart som beskrevs av Brunner von Wattenwyl 1895. Leptotettix bolivari ingår i släktet Leptotettix och familjen vårtbitare. Inga underarter finns listade i Catalogue of Life.